# Petra Flemming (Malerin)
Petra Hachulla Flemming (* 6. Juli 1944 in Großsteinberg; † 22. August 1988 in Arnstadt) war eine deutsche Malerin und Grafikerin, Vertreterin der Leipziger Schule.

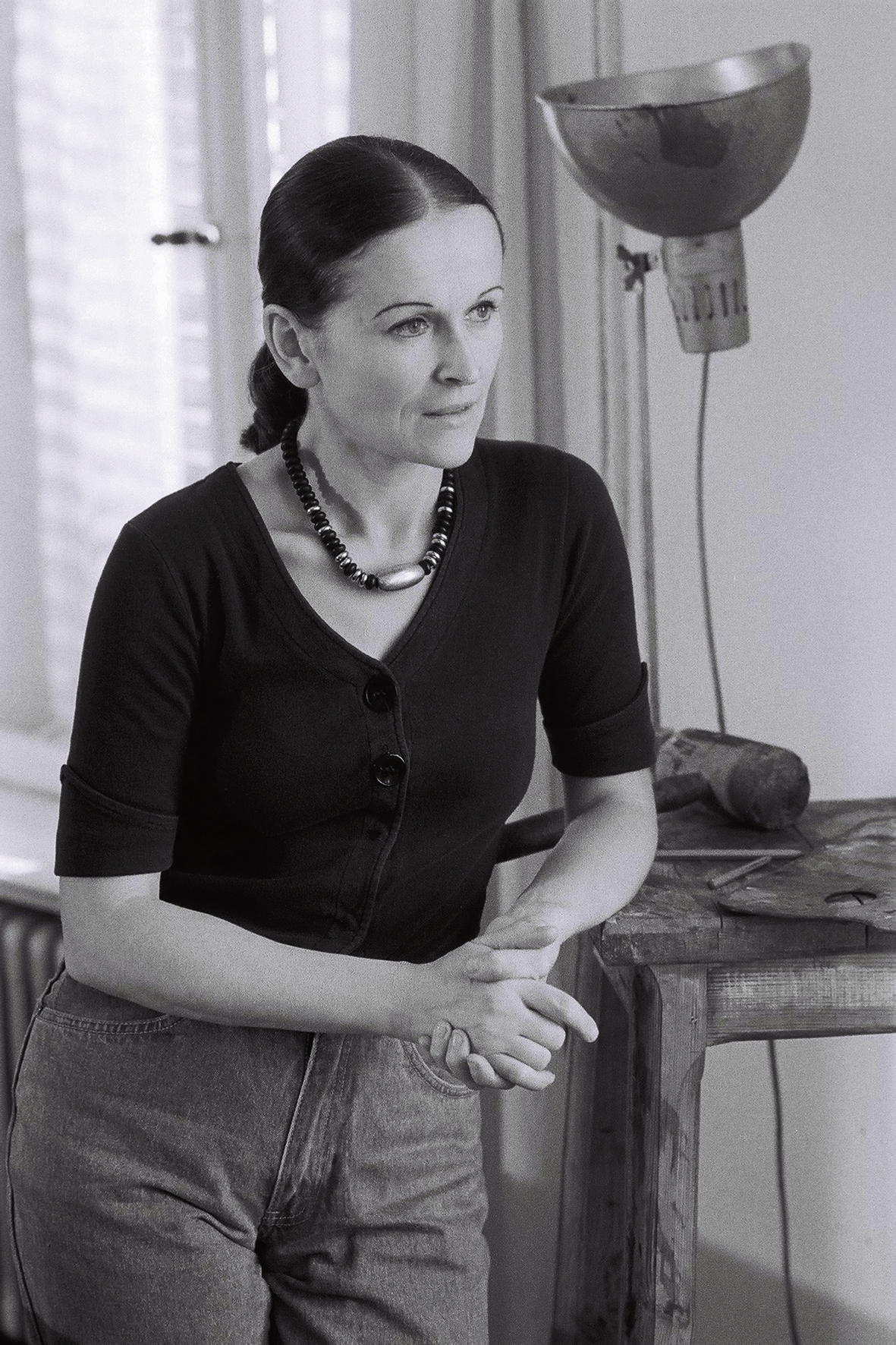
Petra Flemming in Leipziger Atelier (1986)

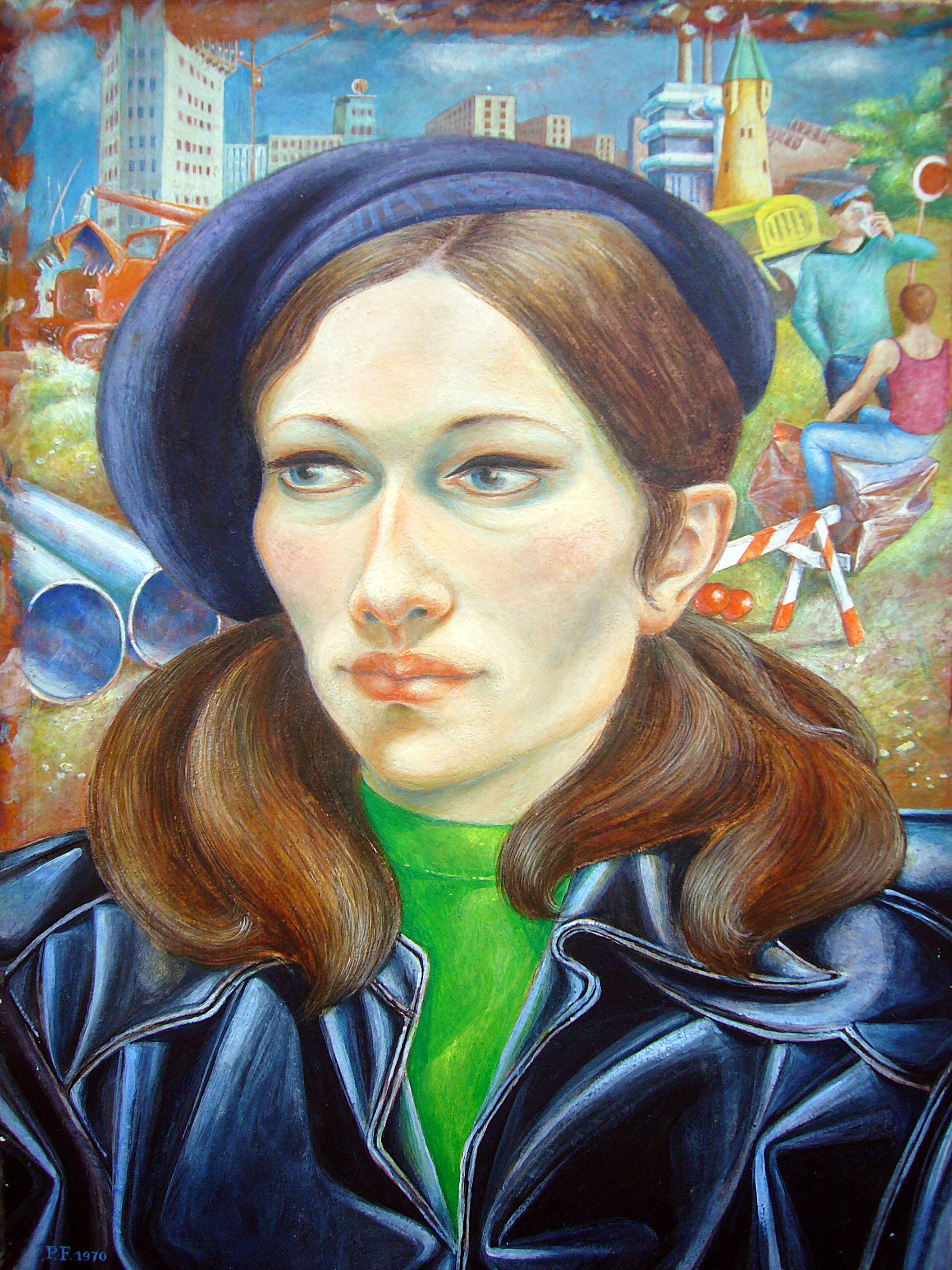
Petra Flemming, Selbstporträt 1970

## Leben und berufliches Wirken
Petra Flemming war das einzige Kind von Gerhard und Lotte Flemming. Ihr Vater war ab 1945 als Neulehrer tätig. 1958 beendete sie mit dem Zehnklassenabschluss die Oberschule in Leipzig-Grünau. 1960 begann sie das Vorstudium an der Arbeiter-und-Bauern-Fakultät für bildende Künste in Dresden. Nach Beendigung ihres Studiums 1963 war sie ab Oktober des Jahres Volontärin im Malsaal der Leipziger Theaterwerkstätten.
1964 begann sie ihr Studium an der Hochschule für Grafik und Buchkunst Leipzig. Ihre Lehrer waren Werner Tübke, Hans Mayer-Foreyt, Harry Blume, Gerhard Kurt Müller und Heinz Wagner. Mit Kommilitonen reiste sie 1968 nach Moskau und Leningrad. Es entstanden ihre ersten Erinnerungsbilder sowie ihre erste Selbstdarstellung „Sitzender Akt“. Ihre erste Einzelausstellung fand im Bilderkabinett Leipzig mit Gemälden, Gebrauchsgrafik und Radierungen statt. 1969 beendete sie ihr Studium in der Klasse für angewandte Grafik bei Heinz Wagner. Von 1972 bis 1974 war Flemming mit dem Leipziger Maler Ulrich Hachulla verheiratet.
Seitdem war sie freischaffend als Malerin und Grafikerin in Leipzig tätig. Sie war ab 1969 Mitglied im Verband Bildender Künstler der DDR. 1973/74 entstand das dreiteilige Tafelbild „Frauen“ für die Baumwollspinnerei Leipzig, Werk Naunhof. Sie strebte eine realistische Darstellung an und fühlte sich der Leipziger Schule zugehörig. 1979 arbeitete sie am Wandbild für die Nicolai-Oberschule Leipzig. Ab 1982 wurde sie in ihren Themen und Meinungen zunehmend lauter und kritischer gegenüber der politischen Situation. 1988 begann sie die Wandmalerei in der Käthe-Kollwitz-Schule in Arnstadt mit dem Thema „Käthe Kollwitz und die Gleichgesinnten“.
Petra Flemming hatte in der DDR und im Ausland eine bedeutende Zahl von Einzelausstellungen und Ausstellungsbeteiligungen, u. a. von 1972 bis 1988 an der VII. bis X. Kunstausstellung der DDR in Dresden.
Ihr Grab befindet sich auf dem Südfriedhof Leipzig. 1989 wurde sie postum mit dem Kunstpreis der Stadt Leipzig geehrt.

## Werkbeispiele

### Tafelbilder
- Ernst Busch (Öl, 1971)[3]
- Margitta Gummel (Mischtechnik, 1976/1977)[4]
- Oswald Schulze (Mischtechnik, 1976/1977)[5]
- Dr. Theodor Neubauer (Öl, 1986/1987)[6]

### Druckgrafik
- o. T. (1984, Holzschnitt, 27 × 35,8 cm; Kunsthalle der Sparkasse Leipzig)[7]
- Schlachtfest (1982, Kaltnadel-Radierung)[8]
- Für Frieden und Leben – gegen Atomkrieg (1983, Holzschnitt, 32 × 57 cm)
- Erster Friedenstag (1985, Holzschnitt, 36 × 48 cm; Auftrag des Rats des Bezirks und des Kulturbunds Erfurt)
- Carl von Ossietzky (1988, Holzschnitt, 48 × 36 cm)[9]

## Postume Einzelausstellungen (unvollständig)
- 2011 Sonderausstellung Grafiken und Zeichnungen, Stiftung G.K.M. Leipzig[10]
- 2013 Veduten und Bauwerke. Begegnung in der Sammlung, Orangerie Gera
- 2014 Interieur: Vom Ansichtsraum zum Erlebnisraum. Begegnung in der Sammlung, Orangerie Gera[11]
- 2014 Unvergessen! Einzelausstellung Malerei, Zeichnungen und Grafik, Kulturgut Quellenhof/Galerie Pferdestall, Garbisdorf
- 2016 Petra Flemming 1944–1988, Einzelausstellung Malerei, Zeichnung, Grafik, Zahnarztpraxis Dipl.-Stom. Annegret Dunkel, Leipzig
- 2016 Was ich sehe. Zeichnungen, Galerie Forum Amalienpark, Berlin-Pankow
- 2017 Wertschätzung. Harry Blume, Petra Flemming, Irmgard Horlbeck-Kappler, Erste Ausstellung des Vereins Künstlervor-und-nachlässe Leipzig e. V./ Tapetenwerk Leipzig
- 2018 Endstation Arnstadt, Einzelausstellung Petra Flemming 1944–1988. Malerei, Zeichnung, Schlossmuseum Arnstadt und Amtsgericht Arnstadt

## Ständig öffentlich ausgestelltes Werk
Parthelandhalle Naunhof